# Kalksteengrot
Kalksteengrotten zijn de meest voorkomende ondergrondse gangenstelsels ter wereld en zijn meestal mooier gedecoreerd en spectaculairder dan vulkanische grotten of zandsteengrotten. Deze grotten ontstaan door de chemische en mechanische verwering van kalkgesteente door het zure doorsijpelende water of door een ondergrondse rivier. Grotten worden verkend en in kaart gebracht door speleologen.
Gangen kunnen droog komen te staan (fossiele grot) of ze kunnen ook overstromen. In het laatste geval kunnen ze alleen verkend worden door grotduikers, hoewel dit zeer gevaarlijk is.
Door het chemische verwerings- en depositieproces ontstaan soms prachtige taferelen: stalagmieten en stalactieten, vormen van druipsteen, ontstaan door het afzetten van calciumcarbonaat op de plaatsen waar het water druppelt in de grot. Het is meestal het werk van eeuwen. Soms ontstaan enorme zuilen, gordijnen of grotparels, soms gekleurd in fascinerende varianten (door de aanwezigheid van metalen).
Door het eeuwenlange proces worden kilometers lange gangen gevormd en storten sommige galerijen in, zoals bij dolines en avens. Het typische brokkelige karakter van zo een landschap heet karst, genoemd naar een streek op de grens van Italië en Slovenië waar dit fenomeen voor het eerst werd bestudeerd.
Vroeger werden grotten gebruikt voor het winnen van essentiële grondstoffen (zoals kaliumnitraat en ertsen) maar ook door holenbewoners in de prehistorie. Soms vinden archeologen sporen van deze grotbewoners (grotschilderingen, gebruiksvoorwerpen, eventueel botresten). Ook andere dieren (zoals holenberen) zochten hun toevlucht tot grotten als schuilplaats. Hun restanten worden onderzocht door paleontologen.